# Croton grazielae
Espèce
 Croton grazielae est une espèce de plantes à fleurs du genre Croton et de la famille des Euphorbiaceae, présente au Brésil (Amazonas).